# Chris Hughes
Chris R. Hughes (ur. 26 listopada 1983 w Saco, w stanie Maine, w Stanach Zjednoczonych) – przedsiębiorca, współzałożyciel portalu społecznościowego Facebook, z kolegami z pokoju na Harvardzie: Markiem Zuckerbergiem, Dustinem Moskovitzem i Eduardo Saverinem.
Był koordynatorem internetowej kampanii prezydenckiej Baracka Obamy w 2008 roku, na stronie My.BarackObama.com.
Jest zdeklarowanym gejem. Wraz ze swoim partnerem, Seanem Eldridgem, działaczem na rzecz osób LGBT, gościł na pierwszym oficjalnym bankiecie wydanym przez Baracka Obamę.